# Pat McFadden
Patrick Bosco McFadden (Glasgow, 26 marzo 1965) è un politico britannico membro del Parlamento per il collegio di Wolverhampton South East dal 2005 e Cancelliere del Ducato di Lancaster dal 2024.
È stato Cancelliere ombra del Ducato di Lancaster e coordinatore della campagna elettorale dei laburisti dal settembre 2023 nonché uno dei fautori della vittoria alle successive elezioni del 2024. Ha inoltre ricoperto il ruolo di Cancelliere ombra del Tesoro tra il 2021 e il 2023.